# Бере сир Со
Бере сир Со (фр. Beurey-sur-Saulx) насеље је и општина у североисточној Француској у региону Лорена, у департману Меза која припада префектури Бар ле Дик.
По подацима из 2011. године у општини је живело 432 становника, а густина насељености је износила 37,18 становника/km². Општина се простире на површини од 11,62 km². Налази се на средњој надморској висини од 150 метара (максималној 235 m, а минималној 148 m).

## Демографија
| 1962. | 1968. | 1975. | 1982. | 1990. | 1999. | 2011. |
| ----- | ----- | ----- | ----- | ----- | ----- | ----- |
| 471   | 502   | 512   | 505   | 525   | 495   | 432   |

График промене броја становника у току последњих година